# Donje Pećine
Donje Pećine su naseljeno mjesto u općini Novi Travnik, Federacija Bosne i Hercegovine, BiH.

## Stanovništvo

### 1991.
Nacionalni sastav stanovništva 1991. godine, bio je sljedeći:
ukupno: 417
- Hrvati - 417

### 2013.
Nacionalni sastav stanovništva 2013. godine, bio je sljedeći:
ukupno: 238
- Hrvati - 235
- ostali, neopredijeljeni i nepoznato - 3